# Mycalesis kohimensis
Mycalesis kohimensis är en fjärilsart som beskrevs av Robert Christopher Tytler 1914. Mycalesis kohimensis ingår i släktet Mycalesis och familjen praktfjärilar. Inga underarter finns listade i Catalogue of Life.